# Trichostatyna A
Trichostatyna A (TSA) - związek organiczny z grupy kwasów hydroksamowych. W komórkach żywych trichostatyna A hamuje działanie deacetylazy histonowej (HDAC). Hamuje cykl komórkowy komórek eukariotycznych w początkowej fazie. Antybiotyk antygrzybowy o działaniu cytostatycznym i proróżnicującym w stosunku do komórek ssaczych.